# Diwaterstof
Diwaterstof of moleculaire waterstof (H2) is de belangrijkste enkelvoudige stof van het element waterstof. Het is bij normale druk en temperatuur een kleurloos, reukloos, smaakloos en uiterst brandbaar gas. Het wordt ook wel waterstofgas of eenvoudigweg waterstof genoemd. Het komt slechts in zeer lage concentraties (0,5 ppm) in de aardatmosfeer voor.  Wegens zijn uiterst lage dichtheid ontsnapt het langzaam maar zeker naar de ruimte. In het heelal is diwaterstof het voornaamste bestanddeel van moleculaire wolken waarin nieuwe sterren worden gevormd.

## Fysische eigenschappen
Waterstofgas is het lichtste gas en heeft bij normale druk een kookpunt van slechts 20,28 K en een smeltpunt van 14,01 K.
Onder normale omstandigheden is diwaterstof een mengsel van twee verschillende soorten moleculen die van elkaar verschillen in de spin die de atoomkernen hebben. Deze twee vormen worden ortho- en parawaterstof genoemd (niet te verwarren met isotopen). Bij normale temperatuur en druk bestaat diwaterstof voor 25% uit de para- en 75% uit de orthovorm.
De orthovorm is onstabiel (bevindt zich in een aangeslagen toestand) en kan daardoor niet in zuivere vorm bereid worden. De twee vormen hebben een ongelijk energieniveau en daarmee licht verschillende fysische eigenschappen. Zo zijn bijvoorbeeld de smelt- en kookpunten van parawaterstof ongeveer 0,1 K lager dan die van orthowaterstof (de zogenaamde normale verschijningsvorm).

## Chemische eigenschappen
Waterstof kan samen met zuurstof water vormen. Hierbij komt energie (286 kJ/mol) vrij.
{\displaystyle {\ce {2 H2 + O2 -> 2 H2O}}}
Daarom is een mengsel van waterstofgas en zuurstofgas in een volumeverhouding van 2:1, dat ook wel bekendstaat als knalgas, explosief.
Waterstofgas reageert heftig met dichloor en difluor, waarbij resp. waterstofchloride en waterstoffluoride gevormd worden.

## Toxicologie en veiligheid
Waterstofgas is zeer licht ontvlambaar en brandt vanaf concentraties van minimaal 15%. Dit is de laagste explosiegrens (LEL of Lower Explosion Limit). De bovenste explosiegrens ligt op 75% (UEL of Upper Explosion Limit), daarboven is er te weinig zuurstof beschikbaar. Zo verbrandde op 6 mei 1937 de Hindenburg onder andere doordat de waterstof in het luchtschip vlam vatte. Het was echter de buitenhuid die voor de eerste ontsteking en grote snelheid van de brand zorgde. (De Hindenburg is niet ontploft.) Desalniettemin is de benodigde ontstekingsenergie bij waterstof klein (0,02 mJ). In vergelijking met methaan (0,29 mJ) is dit een factor 14-15 kleiner. In de omgeving van waterstof geldt vanwege de lage benodigde ontstekingsenergie: geen open vuur, geen vonken en niet roken. Bij installaties is het aanbevolen om een elektrische aarding aan te brengen.
De ontstekingstemperatuur van waterstof (565 °C) ligt hoger dan bij benzine (450 °C). Bij vrijkomen stijgt het op (het is veertienmaal zo licht als lucht), waardoor het explosiegevaar minder is. Op kamertemperatuur is bij gelijke energiewaarde het volume van waterstofgas circa viermaal zo groot als dat van benzine. Op kamertemperatuur is bij gelijke massa de energiewaarde van waterstofgas circa driemaal zo groot als die van benzine.
De grenswaarden waartussen een mengsel van waterstofgas en lucht ontvlambaar is, ligt tussen de 4 en 75 volumeprocent. De temperatuur voor een spontane zelfontbranding van een waterstofgas-luchtmengsel ligt op 585 °C. Op waterstofinstallaties zijn bijgevolg de ATEX-voorschriften van toepassing.

## Synthese en industriële productie
Diwaterstof kan op verschillende manieren worden gemaakt:
- elektrolyse van water
- koolwaterstoffen (bijvoorbeeld aardgas) op hoge temperatuur af te breken (stoomreforming)
- stoom over verhit koolstof leiden (syngas)
- natrium- of kaliumhydroxide met aluminium te laten reageren
- zuren met reactieve metalen, zoals zink of ijzer, te laten reageren
- fotokatalytische waterstofproductie: waterstof produceren met behulp van zonlicht

In het kader van een eventuele, toekomstige waterstofeconomie is het van belang om onderscheid te maken tussen waterstofgas met een fossiele grondslag (grijze waterstof) en waterstofgas dat met behulp van een hernieuwbare energiebron is geproduceerd (groene waterstof). Het overgrote aandeel aan waterstofgas dat heden ten dage commercieel verkrijgbaar is, heeft een fossiele oorsprong en kan daarom niet worden aangemerkt als hernieuwbare brandstof. Daarnaast kan waterstof ook vervaardigd worden met een fossiele grondslag waarbij er sprake is van CO2-afvang en -opslag (blauwe waterstof) en waterstof die in zijn puurste vorm in de grond gevonden wordt (witte waterstof).

## Geologische winning
In Mali wordt sinds 2014 jaarlijks 5 ton zogenaamde witte waterstof gewonnen. Deze waterstof is in de diepere bodem gevormd en wordt naar boven geleid. In Lotharingen is een veel grotere hoeveelheid gevonden, waarvan men zich afvraagt of deze witte waterstof zichzelf niet zou kunnen aanvullen als een voortdurende chemische reactie in de diepere bodem.

## Toepassingen
Voor industriële toepassingen zijn grote hoeveelheden waterstofgas nodig in zogenaamde hydrogenatiereacties, onder andere in het Haber-Boschproces waarin ammoniak geproduceerd wordt, het harden van vetten en oliën en de productie van methanol.
Andere toepassingen waar waterstofgas voor nodig is:
- Hydroalkylatie, hydro-ontzwaveling, hydrokraken.
- Hydrogenolyse, een methode om een enkelvoudige organische binding te splitsen door formele additie van waterstofgas.
- Productie van zoutzuur, lassen, als raketbrandstof, en voor reductie van metaalertsen.
- Vloeibare waterstof wordt gebruikt bij cryogeen onderzoek, onder meer in studies naar supergeleiding,
- Waterstofgas weegt slechts 1/14 van een gelijk volume aan lucht. Om die reden werd het in het verleden veel toegepast als vulling in ballonnen en zeppelins. Vanwege de brandbaarheid wordt dit tegenwoordig veel minder gedaan.
- Waterstofgas wordt gebruikt voor het koelen van generatoren met een vermogen groter dan 200 MW.

### Brandstof
Diwaterstof kan als brandstof dienen voor verbrandingsmotoren. BMW heeft een brandstofmotor ontwikkeld die enkel op waterstof werkt. In juni 2008 werd het eerste Belgische tankstation voor waterstof geopend langs de E19 in Ruisbroek. Het is enkel bedoeld voor de enkele BMW-waterstofauto's die reeds in België rondrijden. Deze auto's rijden met Duitse nummerplaat, want waterstof was indertijd in België nog niet erkend als brandstof. Inmiddels wordt waterstof in massa-geproduceerde personenauto's enkel nog gebruikt in combinatie met een brandstofcel en elektromotor.
Een andere toepassing is het waterstofvliegtuig.

### Brandstofcel (fuel cell)
Brandstofcellen worden gebruikt om milieuvriendelijk en zonder CO2-uitstoot elektrische energie te produceren. Er moet dan echter eerst waterstofgas geproduceerd worden, en daar is energie voor nodig. Voor de productie van 1 kg waterstof is 52 kWh aan elektrische energie nodig. Het spreekt vanzelf dat deze energie op een milieuvriendelijke manier opgewekt zal moeten worden, wil waterstof inderdaad een milieuvriendelijk alternatief zijn voor de fossiele brandstoffen. In 1 kg waterstof zit 39 kWh energie, gemeten naar de calorische bovenwaarde (Higher Heating Value). Die kan bij verbranding van waterstof in een cv-ketel op waterstof geheel gebruikt worden. Bij gebruik van waterstof in een brandstofcel geldt de calorische onderwaarde (Lower Heating Value) van 33 kWh. Daarvan is ongeveer 50% (afhankelijk van het percentage geleverd vermogen van de brandstofcel) elektrische energie, ongeveer 50% is warmte. De warmte wordt daarbij vaak als verlies gezien, behalve als deze kan worden gebruikt, zoals bijvoorbeeld in een waterstofauto in de winter.